# Ridgeville (Alabama)
Pour les articles homonymes, voir Ridgeville.
Ridgeville est une ville du comté d'Etowah, en Alabama, aux États-Unis,.
La ville est incorporée en 1968.

## Démographie
| 1970 | 1980 | 1990 | 2000 | 2010 |
| ---- | ---- | ---- | ---- | ---- |
| 177  | 182  | 178  | 158  | 112  |

## Source de la traduction
- (en) Cet article est partiellement ou en totalité issu de l’article de Wikipédia en anglais intitulé « Ridgeville, Alabama » (voir la liste des auteurs).